# Maria Teresia av Österrike (1816–1867)

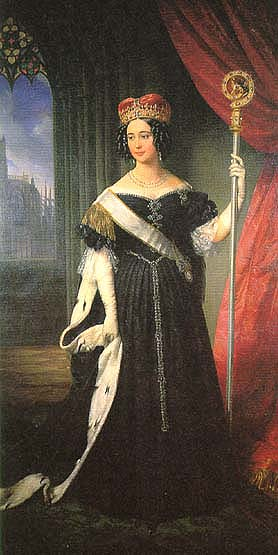
Maria Teresia av Österrike-Teschen. Målning av Johann Ender.

Maria Teresia Isabella av Österrike-Teschen, född 31 juli 1816 i Wien, död 8 augusti 1867 i Albano, var drottning av Bägge Sicilierna från 1837 till 1859. Hon gifte sig den 27 januari 1837 med kung Ferdinand II av Bägge Sicilierna i hans andra äktenskap. Hon var dotter till den österrikiske ärkehertigen Karl av Österrike-Teschen och Henrietta av Nassau-Weilburg.

## Biografi
Maria Teresia var abbedissa för Theresianisches Adeliges Damenstift 1834-1835. Hennes bröllop ägde rum 1837. 
Hon beskrivs som dåligt klädd och oförmögen att leva upp till det ideal man väntade av en drottning. Hon deltog sällan i hovlivet utan föredrog att isolera sig i sina privata rum, där hon ägnade sig åt sina barn och handarbete. Hon var intresserad av politik och agerade politisk rådgivare åt sin make, som hon uppmuntrade i autokratisk anda. Det var känt att hon lyssnade vid nyckelhålen då hon inte kunde vara närvarande vid samtal med ämbetsmän. Hon hade en mycket god relation med både sin make och sin styvson. 
Då styvsonen Frans II av Bägge Sicilierna blev monark 1859 fortsatte hon som politisk rådgivare, denna gång åt honom, och hennes autokratiska politik anses ha bidragit till det missnöje som gjorde det lätt för Garibaldi att 1860 störta kungadömet. Hon kom i konflikt med sin styvsons maka Maria Sofia, som avslöjade en intrig där Maria Teresia hävdades vilja avsätta sin styvson till förmån för sin biologiske son greve di Trani, men Frans trodde henne då hon bedyrade sin oskuld. 
Då revolten i Neapel bröt ut 1860 var hon den första som med sina barn och rådgivare flydde först till Gaeta och därefter till Rom, där hon sedan var bosatt med sin styvson och dennes fru. Hon avled i kolera, vårdad av sin styvson Frans.

## Barn
- Lodovico Maria, greve di Trani (1838–1886); gift 1861 med Mathilde, hertiginna i Bayern (1843–1925)
- Alberto Maria Francesco, hertig di Castrogiovanni (1839–1844)
- Alfonso, greve av Caserta , Alfonso Maria Giuseppe Alberto (1841–1934); gift 1868 med Antonietta av Bourbon-Bägge Sicilierna (1851–1938)
- Maria Annunziata (1843–1871); gift 1862 med Karl Ludwig av Österrike (1833–1896)
- Maria Immacolata Clementina (1844–1899); gift 1861 med Karl Salvator av Toscana (1839–1892)
- Gaëtano Maria Federico, greve di Girgenti (1846–1871); gift 1868 med Isabel, infanta av Spanien (1851–1931), dotter till Isabella II av Spanien
- Giuseppe Maria, greve di Lucera (1848–1851)
- Maria Pia (1849-1882); gift 1869 med Robert I av Parma (1848–1907)
- Vincenzo Maria, greve di Melazzo (1851–1854)